# Marc Bolan
Marc Bolan, ursprungligen Mark Feld, född 30 september 1947 i Hackney i London, död 16 september 1977 i Barnes i London, var en brittisk sångare, gitarrist och låtskrivare. Han grundade bandet T. Rex år 1967 (ursprungligen som Tyrannosaurus Rex) och var dess drivande kraft fram till sin död i en bilolycka. Bolan anses, med artister som David Bowie, Slade och Mott the Hoople, utgöra ett fundament inom genren glamrock. Hans stora genombrott kom 1970 när T. Rex framträdde på Top of the Pops med sin första hit "Ride a White Swan".

## Biografi
Bolan skivdebuterade 1965 med singeln "The Wizard". År 1967 var han under en kort period med i gruppen John's Children och senare samma år bildade han tillsammans med Steve "Peregrin" Took duon Tyrannosaurus Rex som blev framgångsrika i undergroundkretsar. Under detta namn spelades fyra album in med lätt psykedelisk folkrock. 1970 kortades duons namn till T. Rex, och Bolan började spela elektrifierad rock med rötter i 1950-talet, men med ett helt nytt eget sound som kommit att påverka popmusiken fram till idag. Steve "Peregrin" Took hade då ersatts av Mickey Finn.
Som förgrundsgestalt i T. Rex blev Bolan stor tonårsidol, framför allt i England med hitsinglar som "Hot Love", "Get It On", "Telegram Sam", "Metal Guru", "Children of the Revolution" och "20th Century Boy". Bland albumen märks framför allt "T. Rex" (1970), "Electric Warrior" (1971), "The Slider" (1972) och "Tanx" (1973), alla producerade av amerikanen Tony Visconti.
Vid 1970-talets mitt falnade stjärnglansen. Bolans drogberoende eskalerade, han gick upp i vikt och bodde i USA för att undvika de höga engelska skatterna. Men 1977 gjorde Bolan en comeback med albumet Dandy in the Underworld, vilket var producerad av Bolan själv. För att promota albumet gjorde T. Rex bland annat en spelning på Gröna Lund i Stockholm den 24 maj 1977. Bolan såg ut att gå en ny vår till mötes vid tidpunkten för sin död; han omhuldades av den nya punkgenerationen och kallade sig själv "the father of punk". Bland annat åkte T. Rex på våren 1977 på en Englandsturné med punkbandet Damned som förband och månaderna innan sin död hade Bolan sin egen TV-show, Marc Show, där många new wave-band som The Jam, Generation X och Boomtown Rats gjorde sin TV-debut. Under sin livstid uppfattades Bolan ofta som en lättviktig tonårsidol, men idag har han blivit en kultfigur och framhålls som en stor förebild för många rockmusiker, bland andra Morrissey och Jarvis Cocker.
Marc Bolan var under den första delen av sin karriär gift med June Child, tills han 1973 träffade den amerikanska soulsångerskan Gloria Jones. Med henne fick han sonen Rolan Bolan; född 26 september 1975; och att Rolan fick det namnet berodde på att Marc Bolans vän David Bowies son heter Zowie Bowie. Rolan var knappt två år gammal när Gloria Jones den 16 september 1977, två veckor före Bolans 30-årsdag, körde deras Mini Cooper 1275 GT in i ett staket nära Gipsy Lane på Queens Ride vid Barnes i sydvästra London, vilket ledde till Bolans död.
I september 2020 producerade Hal Willner hyllningsalbumet Angelheaded Hipster med coverversioner av Bolans sånger med artister som Nick Cave, U2, Elton John, Joan Jett, Nena och Todd Rundgren.